# 광명로 (성남시)
광명로(Gwangmyeong-ro)는 경기도 성남시 중원구 모란삼거리에서 금광삼거리를 잇는 중원구에 있는 도로이다.

## 주요 경유지
경기도
- 성남시 중원구 (성남동 . 중앙동 . 금광동)

## 노선
| 이름             | 접속 노선 | 소재지 | 소재지 | 비고 |
| ---------------- | --------- | ------ | ------ | ---- |
| 모란삼거리       | 성남대로  | 성남시 | 중원구 |      |
| 운동장사거리     | 제일로    | 성남시 | 중원구 |      |
| 성일중고앞사거리 | 원터로    | 성남시 | 중원구 |      |
| 성호시장사거리   | 시민로    | 성남시 | 중원구 |      |
| 중앙동사거리     | 공원로    | 성남시 | 중원구 |      |
| 해오름사거리     | 희망로    | 성남시 | 중원구 |      |
| 신구대사거리     | 금빛로    | 성남시 | 중원구 |      |
| 금광사거리       | 황송로    | 성남시 | 중원구 |      |